# 类型签名
在计算机科学中，类型签名（英語：type signature）或类型注解（type annotation）是对程序的函数、方法、子过程、以及变量等给出其类型。特别是对函数给出其输入参数数量、类型与次序及输出结果的类型。 许多编译器产生的内部使用的函数名包含了其类型特征，这称为名字修饰，為链接器辨别不同的函数提供了方便。
类型特征的现代应用：
- 面向对象语言使用的interface，实际上是利用了函数类型特征的模板。
- C++支持的函数重载实际上用不同的类型特征来辨识。
- 多继承要求考虑函数特征，以避免不可预计的结果。

## C/C++
在 C 和 C++ 中，类型签名通常被声明为函数原型，函数声明也反映了其用法。例如，函数指针使用方法如下：
```
char
 
c
;

double
 
d
;

int
 
retVal
 
=
 
(
*
fPtr
)(
c
,
 
d
);

```

它的签名为：
```
(
int
)
 
(
char
,
 
double
);

```

## Java
在Java中，方法签名（英語：method signature）由方法的名字（method's name）与参数类型（parameter types）组成。 如下例：
```
public
 
double
 
calculateAnswer
(
double
 
wingSpan
,
 
int
 
numberOfEngines
,

                              
double
 
length
,
 
double
 
grossTons
)
 
{

    
//do the calculation here

}

```

该例的方法签名为：calculateAnswer(double, int, double, double)